# Manuel González Oropeza
Manuel González Oropeza (Ciudad de México, 7 de octubre de 1953) es un investigador, docente, escritor, jurista e historiador mexicano. Está especializado en derecho constitucional.
Es miembro fundador del Sistema Nacional de Investigadores (SNI), miembro alterno de la Comisión de Venecia ante el Consejo de Europa e investigador titular del Instituto de Investigaciones Jurídicas de la UNAM.
Sus trabajos investigativos comprenden «monografías especializadas sobre Derecho Constitucional, Historia del Derecho y Derecho Comparado». Durante su carrera investigativa ha redactado más de una treintena de artículos especializados. Muchos de estos trabajos han sido citados en publicaciones a nivel nacional e internacional.

## Biografía
Es licenciado y doctor en Derecho por la Universidad Nacional Autónoma de México (UNAM) y Maestro en Ciencias Políticas por la Universidad de California, Los Ángeles. También posee especializaciones en Derecho Constitucional y Administrativo.
Fue Magistrado de la Sala Superior del Tribunal Electoral del Poder Judicial de la Federación entre 2006 y 2016.
Entre los cargos que ha desempeñado, destacan: Secretario General de la Coordinación de Humanidades de la UNAM; Director del Acervo Histórico Diplomático de la Secretaría de Relaciones Exteriores; Secretario de la Coordinación General de Sistematización y Compilación de Tesis de la H. Suprema Corte de Justicia de la Nación; Presidente del Consejo Electoral del IFE en el Distrito Federal; Director Fundador del Instituto de Investigaciones Jurídicas de la Universidad de Guadalajara y Presidente Fundador del Consejo Académico del Instituto de Estudios Legislativos del Congreso del Estado de México. 
En 1999 fue integrante de la comisión designada por el Poder Ejecutivo del Estado de Veracruz, para elaborar el anteproyecto de reforma integral de la Constitución de la entidad. Asimismo, ha colaborado en la formulación de reformas a las constituciones de los estados de Durango, Querétaro y Guerrero.
Ha sido profesor y docente invitado en universidades de México, Estados Unidos y Canadá. Trabaja como investigador de tiempo completo en el Instituto de Investigaciones Jurídicas de la UNAM.
Publicó más de 36 libros como autor único y 31 como coautor; 150 artículos derivados de sus investigaciones publicados en revistas especializadas nacionales y extranjeras; 195 capítulos en libros, y otros trabajos como prólogos, ensayos, estudios introductorios y epílogos. Entre sus publicaciones más recientes figuran:
- 1983. La intervención federal en la desaparición de poderes (Ciudad de México: Universidad Nacional Autónoma de México, Instituto de Investigaciones Jurídicas; 7 ediciones)
- 1995. El federalismo (Ciudad de México: Universidad Nacional Autónoma de México; 6 ediciones).

## Reconocimientos
- 2007. Doctor honoris causa por la Universidad Autónoma de Baja California[9]
- 2011. Miembro de Número de la Academia Mexicana de Derecho Internacional[10]